# 米歇尔·米切尔
米歇尔·米切尔（英語：Michele Mitchell，1962年1月10日—），美国女子跳水运动员。她曾代表美国参加1984年和1988年夏季奥林匹克运动会跳水比赛，获得二枚银牌，均来自女子10米跳台项目。